# Баша, Арбёр
Арбёр Баша (алб. Arbër Basha; род. 13 января 1998, Тирана, Албания) — албанский футболист, полузащитник клуба «Кукеси».

## Карьера
Воспитанник клуба «Влазния» (Шкодер). В 2018 году перешел в местную команду «Камза», но в его составе полузащитник не появлялся. В июне того же года Баша на полтора года заключил контракт с эстонским коллективом Мейстрилиги «Нарва-Транс». Таким образом, футболист стал первым албанским легионером в истории клуба. В составе нарвитян он принял участие в отборочном этапе Лиги Европы. 22 августа хавбек забил за команду свой первый гол в кубковом поединке против «Моэ», завершившемся крупной победой клуба со счетом 7:0. Всего за нарвитян во всех турнирах провел 12 матчей.
В январе 2019 года албанец заключил контракт с клубом украинской Премьер-Лиги «Олимпик» (Донецк).